# Tithon

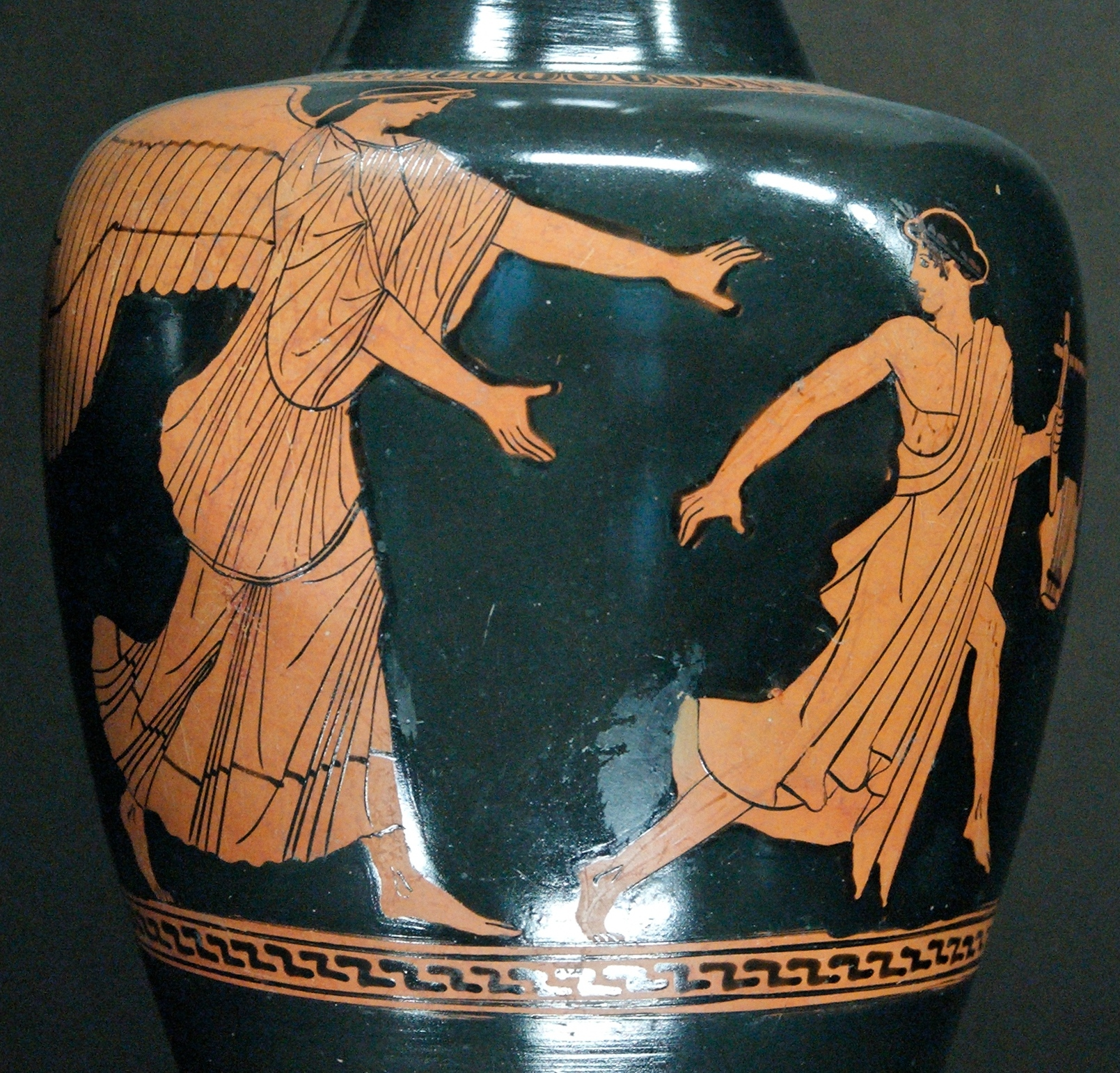
Éos poursuivant Tithon, œnochoé attique du Peintre d'Achille, –-460, musée du Louvre

Dans la mythologie grecque, Tithon (en grec ancien : Τιθωνός / Tithōnós) est un prince troyen aimé par Éos, déesse de l'Aurore.

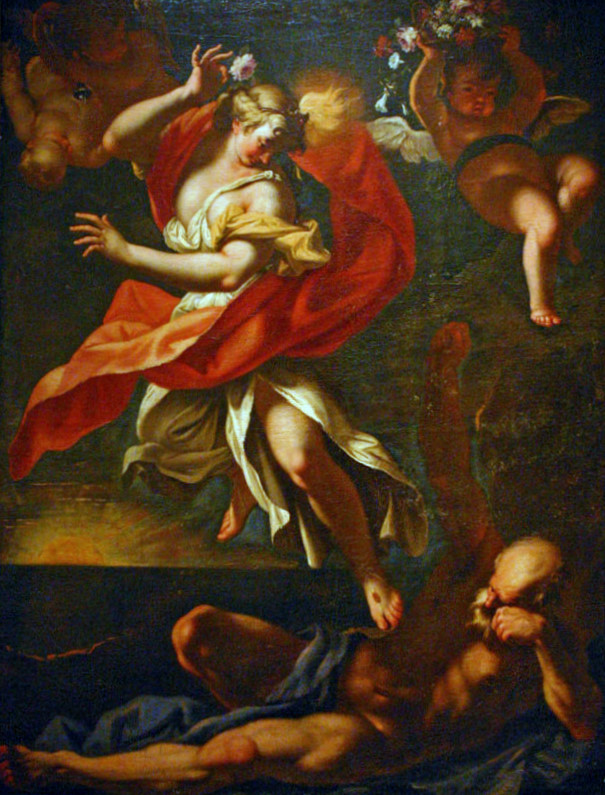
Aurore et Tithon
par Sebastiano Ricci
Musée national des Beaux-Arts (Argentine)

## Mythe
Il est le fils de Laomédon, roi de Troie, et le frère de Priam. Comme son grand-oncle Ganymède, il est d'une remarquable beauté, ce qui pousse Éos à l'enlever alors qu'il faisait paître ses troupeaux. Elle en a deux fils, Memnon et Émathion,. Homère la décrit comme se levant tous les matins du lit de son époux,. Dans l’Hymne homérique à Aphrodite, la déesse raconte à Anchise la misérable vieillesse de Tithon : Éos demande pour lui l'immortalité, ce que Zeus accorde. En revanche, elle oublie de réclamer également l'éternelle jeunesse — à moins qu'il ne s'agisse d'une omission volontaire de Zeus — : Tithon, condamné à se dessécher sans fin, est finalement abandonné par Éos. Chez d'autres auteurs, il est finalement transformé en cigale. Le mythe est évoqué dans un poème de Sappho retrouvé sur des papyrus d'époque hellénistique, publié par Martin Litchfield West en 2005.

## Étymologie

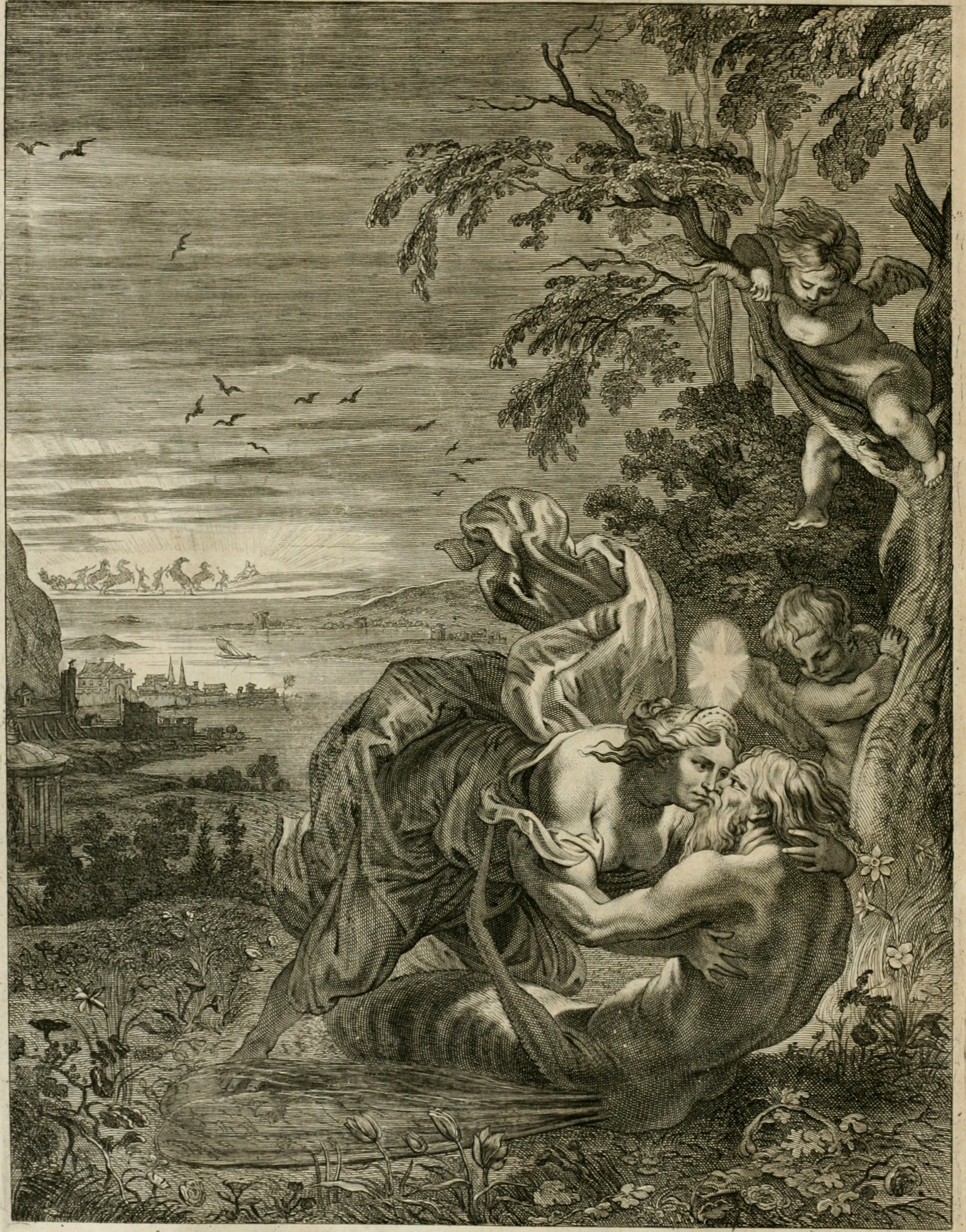
Métamorphose de Tithon en cigale (1655).

Le nom « Tithon » est probablement d'origine anatolienne ; il peut être rapproché de Τῑτώ / Tītṓ, une déesse de l'aurore que mentionnent Callimaque, Lycophron et Hésychios. Il entre dans le langage courant des Grecs pour désigner quelqu'un dont on dirait en français qu'il est « vieux comme Mathusalem » ; l'expression « Τιθωνοῦ γῆρας / Tithōnoû gêras », signifiant littéralement « une vieillesse de Tithon », désigne une vie qui s'éternise.

## Littérature
L'histoire de Tithon et d'Éos, le premier, immortel mais perclus par la vieillesse, tandis que la déesse garde à jamais ses 22 ans, est contée dans un poème d'Alfred Tennyson, Tithon, composé en 1833, puis révisé en 1859 et publié en 1860.

## Musique
- Titon et l'Aurore, Pastorale-héroique de Jean-Joseph Cassanéa de Mondonville (1757)
- Titon et l'Aurore, ballet de Lauchery, musique de Florian Johann Deller (1767)